# Bad Words
Pour plus de détails, voir Fiche technique et Distribution.
Bad Words ou Gros mots au Québec. est un film américain réalisé par Jason Bateman, sorti en 2013.

## Synopsis
Guy Trilby est un quadragénaire plutôt aigri. Spécialiste de l'orthographe, il décide de s'inscrire à un concours d'orthographe pour enfants. Tribly utilise un langage extrêmement ordurier et les parents des autres enfants qui participent au concours sont contre l'acceptation de sa participation.

## Fiche technique
- Titre original : Bad Words
- Réalisation : Jason Bateman
- Scénario : Andrew Dodge
- Musique : Rolfe Kent
- Photographie : Ken Seng
- Montage : Tatiana S. Riegel
- Décors : Shepherd Frankel
- Costumes : April Napier
- Direction artistique : Calla Klessig
- Production : Jason Bateman, Jeff Culotta, Sean McKittrick et Mason Novick

Producteur délégué : Darren M. Demetre
Coproductrice : Michelle Knudsen
- Sociétés de production : Aggregate Films et Darko Entertainment
- Distribution :  Focus Features
- Genre : comédie noire
- Durée : 88 minutes
- Pays d'origine :  États-Unis
- Classification : déconseillé aux moins de 13 ans
- Langue originale : anglais
- Dates de sortie[1] :

 Canada : 6 septembre 2013 (Festival international du film de Toronto 2013 - Special Presentations)
 États-Unis : 21 mars 2014 (sortie limitée)

## Distribution
- Jason Bateman (VF : Bruno Choël ; VQ : Martin Watier) : Guy Trilby
- Kathryn Hahn (VF : Laura Blanc ; VQ : Éveline Gélinas) : Jenny Widgeon
- Allison Janney (VQ : Madeleine Arsenault) : Dr Bernice Deagan
- Rachael Harris : la mère d'Eric Tai
- Ben Falcone (VF : Jean-Philippe Puymartin ; VQ : Thiéry Dubé) : Pete Fowler
- Greg Cromer (VF : Damien Boisseau) : Jeremy
- Beth Grant : Irene
- Philip Baker Hall (VF : Marc Cassot ; VQ : Aubert Pallascio) : Dr. Bowman
- Patricia Belcher : Ingrid
- Rohan Chand (VQ : Louis-Julien Durso) : Chaitainya
- Anjul Nigam : Sriram
- Michael Patrick McGill : le père de Beet-Red
- Bob Stephenson : Bill Murhoff
- Steve Witting (VF : Guillaume Lebon ; VQ : François Godin) : l'annonceur des mots de la « Plume d'Or »

Source et légende : Version française (VF) sur RS Doublage Version québécoise (VQ) sur Doublage Québec

## Autour du film
Il s'agit du premier film réalisé par l'acteur Jason Bateman.